# Ronny Olsson
Ronny Olsson (Suecia, 1 de octubre de 1961) es un atleta sueco retirado especializado en la prueba de 1500 m, en la que consiguió ser subcampeón europeo en pista cubierta en 1988.

## Carrera deportiva
En el Campeonato Europeo de Atletismo en Pista Cubierta de 1988 ganó la medalla de plata en los 1500 metros, con un tiempo de 3:46.16 segundos, tras el finlandés Ari Suhonen  y por delante del alemán Rüdiger Horn.